# Imandra
Der Imandra (russisch Имандра, finnisch Imantero) ist ein See im südwestlichen Teil der Halbinsel Kola in der Oblast Murmansk in Russland, jenseits des Polarkreis. Der Wasserspiegel liegt 126,7 m über Meereshöhe; seine Fläche beträgt 812 km², die maximale Tiefe beträgt 67 m. Die Gestalt seiner Uferlinie ist kompliziert. Es gibt eine Vielzahl an Inseln, die größte Insel ist Jerm (26 km²).
Die drei Hauptteile des Sees sind über schmale Wasserstraßen miteinander verbunden:
- Chibinskaja Imandra (Большая Имандра, „Groß-Imandra“) im Norden (328 km², etwa 55 km lang, 3–5 km breit)
- Jekostrowskaja Imandra in zentraler Lage (351 km²)
- Babinskaja Imandra im Westen (133 km²).

Der See wird durch Schnee und Regenwasser gespeist und durch den Fluss Niwa zur Kandalakscha-Bucht (Weißes Meer) hin entwässert.

## Energiegewinnung
Seit 1952 wird der Wasserspiegel des Sees reguliert und das Wasser für die Energiegewinnung genutzt. Es befinden sich 3 Wasserkraftwerke (Niva HPP-1, Niva HPP-2 und Niva HPP-3) entlang der Niwa, welche das hydraulische Potential ausnutzen.
Der westlich gelegene Pirengskoje-Stausee, der über die Pirenga in den Imandra abfließt, wird zur Regulierung des Wasserspiegels genutzt.
Das Kernkraftwerk Kola liegt am Imandra in der Nähe seines Abflusses. Es ist seit 1973 in Betrieb.

## Freizeit
Der Imandra ist bekannt für sein klares Wasser und seinen Fischreichtum.
Die Stadt Montschegorsk, an der Bucht Montscheguba im Nordwesten des Sees gelegen, ist ein Wintersportzentrum.

Apatity liegt in der Nähe des Ostufers des Sees.
Polyarnye Zori liegt am Fluss Niwa wenige Kilometer von deren Abfluss aus dem Imandra entfernt.